# Марсело Акоста
Марсело Акоста (ісп. Marcelo Acosta, 7 серпня 1996) — сальвадорський плавець.
Учасник Олімпійських Ігор 2016 року.
Переможець Ігор Центральної Америки і Карибського басейну 2014 року, призер 2018 року.